# Gerrit Lieve
Gerrit Lieve (Spijkenisse, 22 maart 1888 – Zwijndrecht, 27 mei 1944) was een Nederlands ondernemer die bekend werd door zijn uitvinding van het zogeheten schokbeton.
Na de lagere school in zijn geboorteplaats was Gerrit Lieve drie jaar als metselaarsleerling en zeven jaar als metselaar werkzaam. Van 1910 tot 1918 was hij in dienst bij Bodegom's Betonfabriek te Spijkenisse. Hij werd daarna uitvoerder bij de Maassluische Beton Mij en daarna in een (onbekend) bouwbedrijf. In 1927 vestigde Lieve zich als zelfstandig ondernemer (aannemer). Hij stortte talloze betonvloeren in vooral schuren, en deed daarbij een toevallige ontdekking, doordat hij niet direct gelegenheid had het kapotte wiel van zijn kruiwagen te laten vervangen. Het lopen met dat kapotte wiel deed de kruiwagen schokken en Lieve bemerkte, dat het beton nu sterker uit de wagen kwam dan anders. Daardoor ging hij nadenken en experimenteren.
Zo richtte hij met de vertegenwoordiger Matthijs Elias Leeuwrik, 1900-1980) op 19 juli 1932 de N.V. Schokbeton op. Deze onderneming produceerde betonproducten volgens een door Lieve en zijn compagnon ontwikkeld procedé dat zij zelf "schokken" noemden. Het "schokken" is beschermd door een octrooi (1932, no 36029).
In de jaren 1949 - 1959 produceerde de N.V. Schokbeton bijna duizend landbouwschuren, de zogenaamde montage- of Schokbetonschuren, die voornamelijk geplaatst zijn in de Noordoostpolder. Voor deze order werd een grote fabriek te Kampen geopend.
Behalve directeur van zijn eigen N.V. was Lieve ook commissaris van de N.V. Wesselink's Betonfabriek te Zutphen.
Lieve trouwde in 1915 met Lena van Steensel, zij kregen vier kinderen. In 1942 kreeg Lieve last van hartkwalen, wat hem bedlegerig maakt. Op 27 mei 1944 is hij overleden. Lieve ligt begraven op de begraafplaats Jeroen Boschlaan te Zwijndrecht.

## Meer bestanden

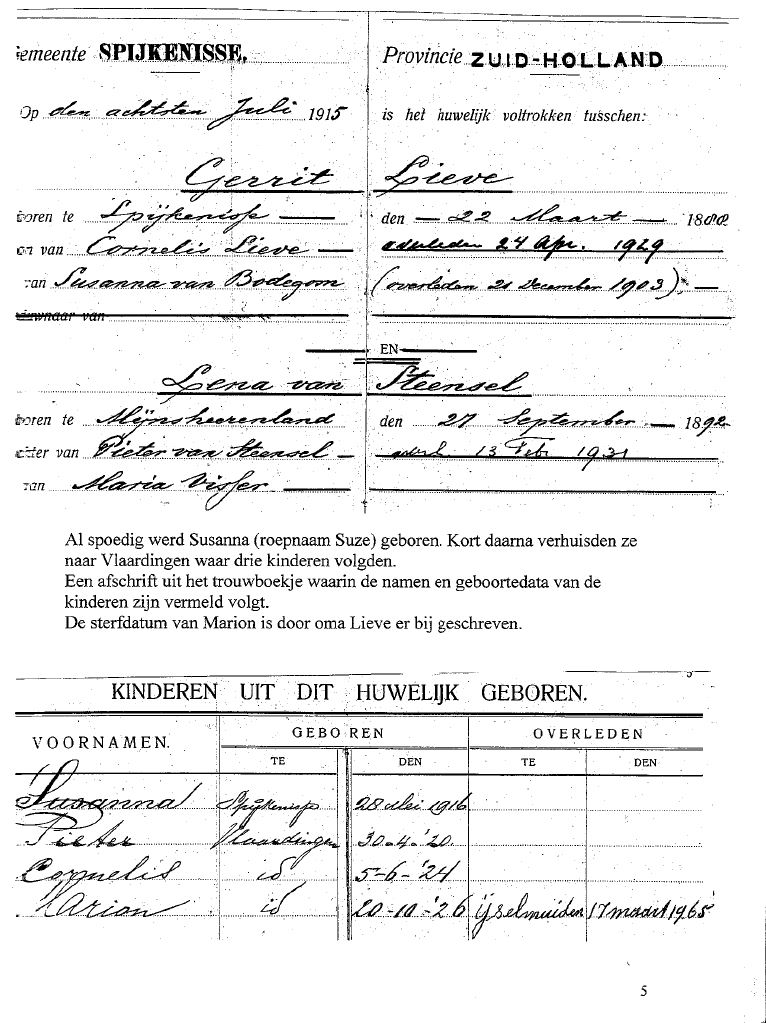
Uittreksel trouwregister Gerrit Lieve en Lena van Steensel
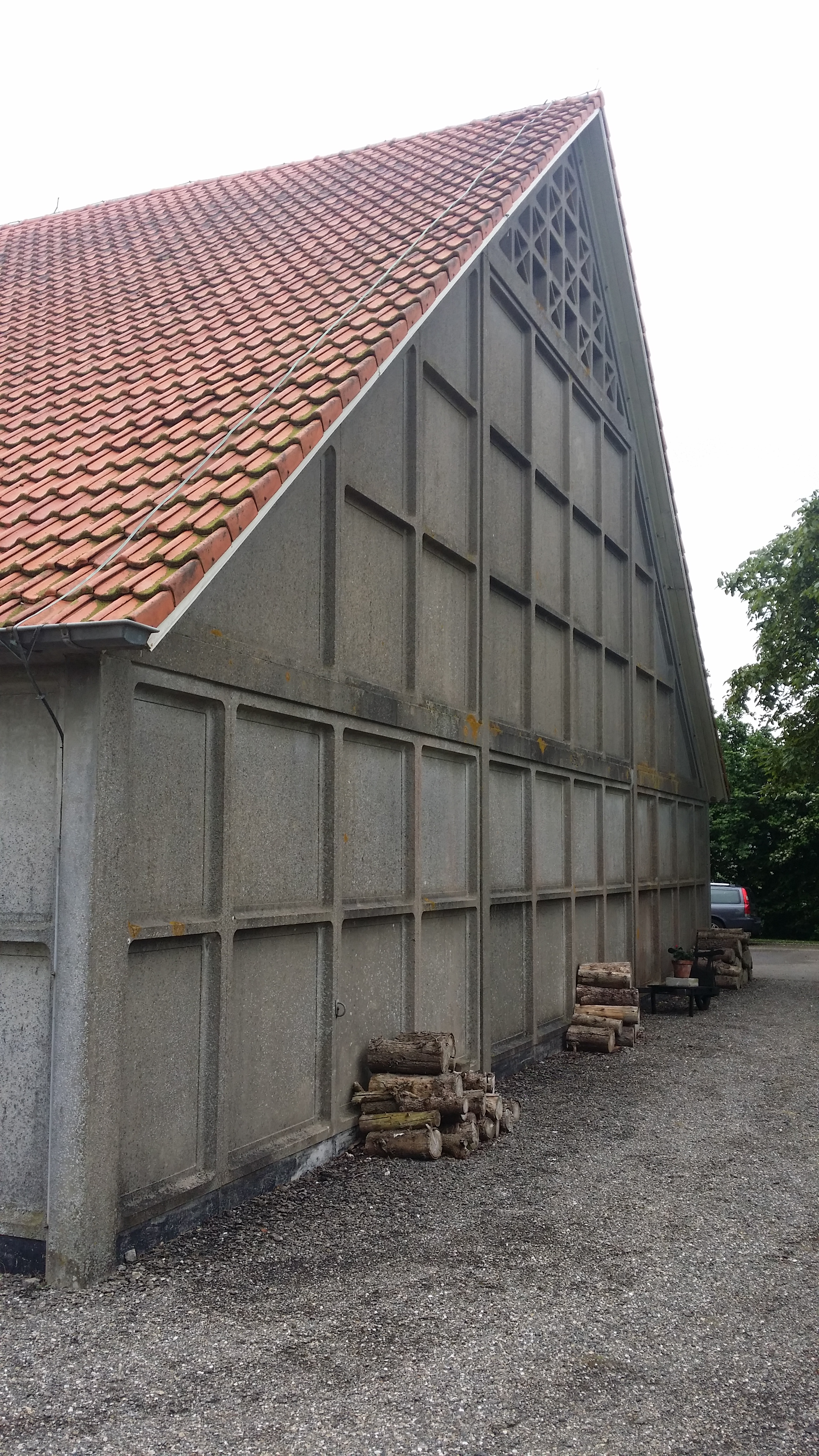
Schokbetonschuur in de Noordoostpolder